# 菲爾夫拉島

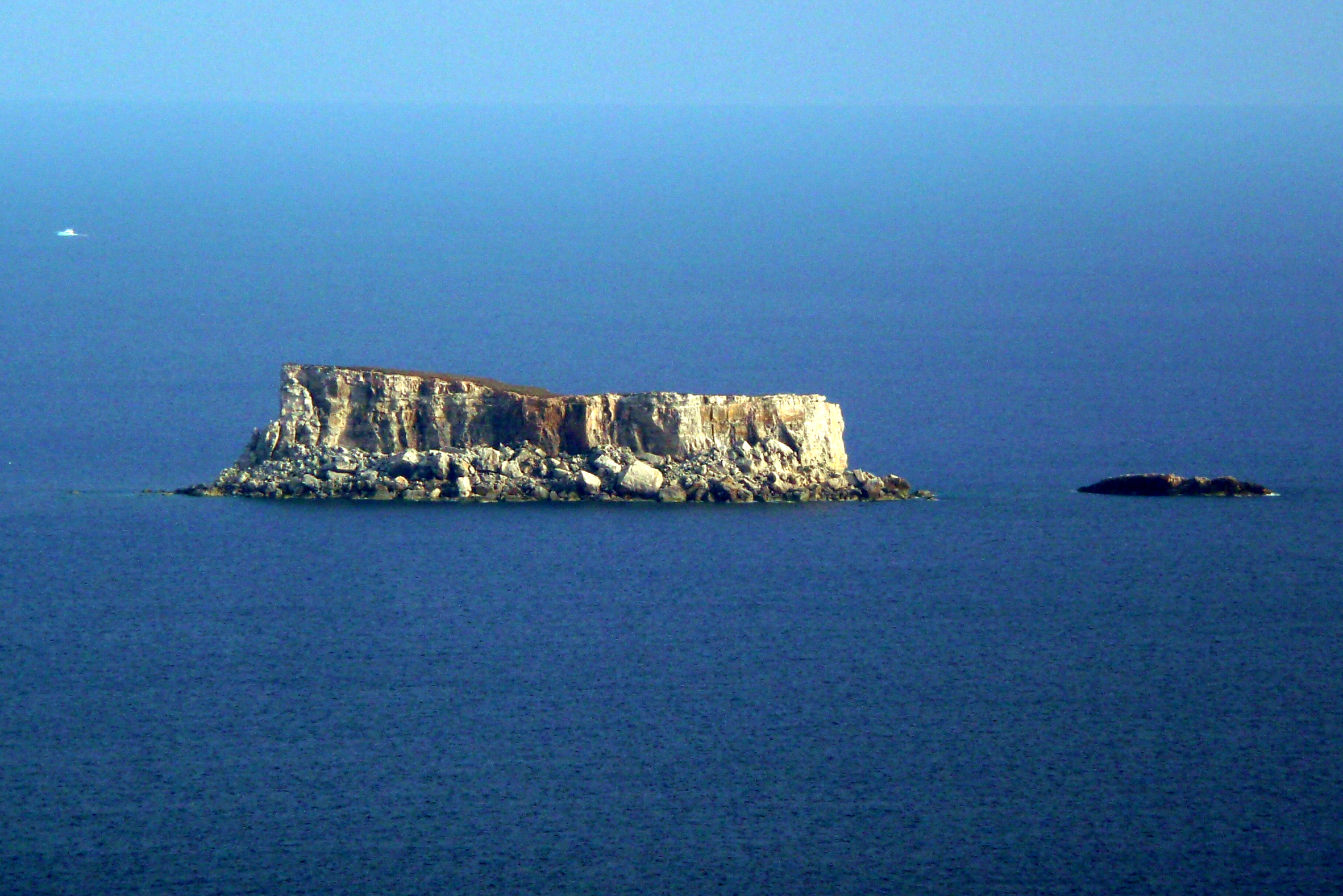
菲爾夫拉島

菲爾夫拉島是位於馬爾他群島最南端的一個無人島。菲爾夫拉島的面積為0.06平方公里。